# 팔랑헤주의
팔랑헤주의(스페인어: falangismo 팔랑기스모[*])는 국민생디칼리슴 공세평의회 에스파냐 팔랑헤, 통칭 팔랑헤당의 이념이다. 다른 나라로도 수출되어 다양한 파생물이 만들어졌다. 원조 팔랑헤주의는 대체로 파시즘의 일종으로 이해된다. 다만 프랑코 정권이 안정화에 접어들면서 에스파냐의 원조 팔랑헤당은 혁명적, 반자본주의적 색채가 퇴조하고 보수주의 권위주의 정당이 되었다.
팔랑헤주의의 최초의 정강 선언서인 "27개조"는 팔랑헤주의가 에스파냐의 통일을 지향하며, 지역 분리주의를 말살할 것이라 천명했다. 또한 스페인 제국을 부활시키고 발전시키기 위해 무력이 사용될 것이다. 팔랑헤 선언서는 고용주와 노동자가 상호 협력하여 경제활동 통제, 신분제 폐지, 공업발전을 이루는 국민생디칼리슴 경제를 창출하는 사회혁명을 추구했다. 사유재산을 긍정했지만 다만 사금융 방지를 위해 금융사업은 국유화해야 한다고 주장했다. 팔랑헤주의는 노동자의 파업과 고용주의 직장폐쇄를 모두 범죄시하고 불법화하길 원했다. 팔랑헤주의는 국가가 임금 수준 결정권을 가져야 한다고 보았다.
팔랑헤주의는 천주교라는 종교정체성을 강하게 강조한다. 하지만 완전히 교권적이지는 않고 국민의 최종 권위는 국가여야 한다는 최소한의 세속주의는 갖추고 있다. 팔랑헤주의는 사회의 권위, 위계, 질서의 존재 필요성을 주장한다. 팔랑헤주의는 반공주의이며 반자본주의이며 반민주주의이고 반자유주의이다. 다만 상술했다시피 프랑코 정권 안정화 이후 에스파냐 팔랑헤는 반자본주의 기조를 포기했다.

## 같이 보기
- 카타이브
- 국민팔랑헤당
- 국민급진기지 팔랑가
- 국민생디칼리슴
- 국민급진기지